# Gustav Scanzoni von Lichtenfels (Jurist)
Gustav Scanzoni von Lichtenfels (* 3. Oktober 1885 auf Schloss Zinneberg; † 13. November 1977 in Miesbach) war ein deutscher Rechtsanwalt, Justitiar und Manager.

## Leben
Nach dem Abitur am humanistischen Gymnasium in Rosenheim studierte Gustav Scanzoni von Lichtenfels an den Universitäten München und Erlangen Rechtswissenschaften. 1905 wurde er Mitglied des Corps Franconia München. 1908 wurde er in Erlangen zum Dr. jur. promoviert. 1911 ließ er sich München als Rechtsanwalt nieder, nachdem er zuvor einen kurzen Versuch einer künstlerischen Laufbahn in Amerika unternommen hatte. Zu seinen Mandanten zählte der Simplicissimus, dessen Rechtsberater er bis 1937 war. Weiterhin fungierte er als Rechtsberater der Münchener Neuen Secession bei deren Auflösung durch die Reichskulturkammer 1936.
Scanzoni von Lichtenfels war der Justitiar des Vereins Ausstellungspark e. V., München. Seit 1925 war er Mitarbeiter der Juristischen Wochenschrift. Darüber hinaus hatte er einige Aufsichtsratsmandate inne. So war er Vorsitzender des Aufsichtsrates der Grundverwertungs-AG, Mülheim, sowie Mitglied des Aufsichtsrates der Pschorrbräu AG, München, und der Bayerischen Flugzeugwerke AG, Augsburg.
Er war ein Enkel von Friedrich Wilhelm von Scanzoni. Scanzoni heiratete 1917 die von Gustav Kóczián-Miskolczy geschiedene Amélie zu Fürstenberg (1884–1929), die nach zwei ehelichen Kindern außerehelich mit dem Schauspieler Walter Janssen eine Tochter bekommen hatte, welche als Signe von Scanzoni (1915–2002) von ihm adoptiert wurde. 

## Schriften
- Zur Entwicklung und Theorie des Rechtes am eigenen Bilde, 1908
- Unter Ausschluss der Öffentlichkeit, 1933
- Das großdeutsche Ehegesetz vom 6. Juli 1938, 1939
- Scheidung ohne Verschulden, 1940